# Sanremo-Festival 1982
Die 32. Ausgabe des Festival della Canzone Italiana di Sanremo fand 1982 vom 28. bis zum 30. Januar im Teatro Ariston in Sanremo statt und wurde von Claudio Cecchetto zusammen mit Patrizia Rossetti moderiert.

## Ablauf

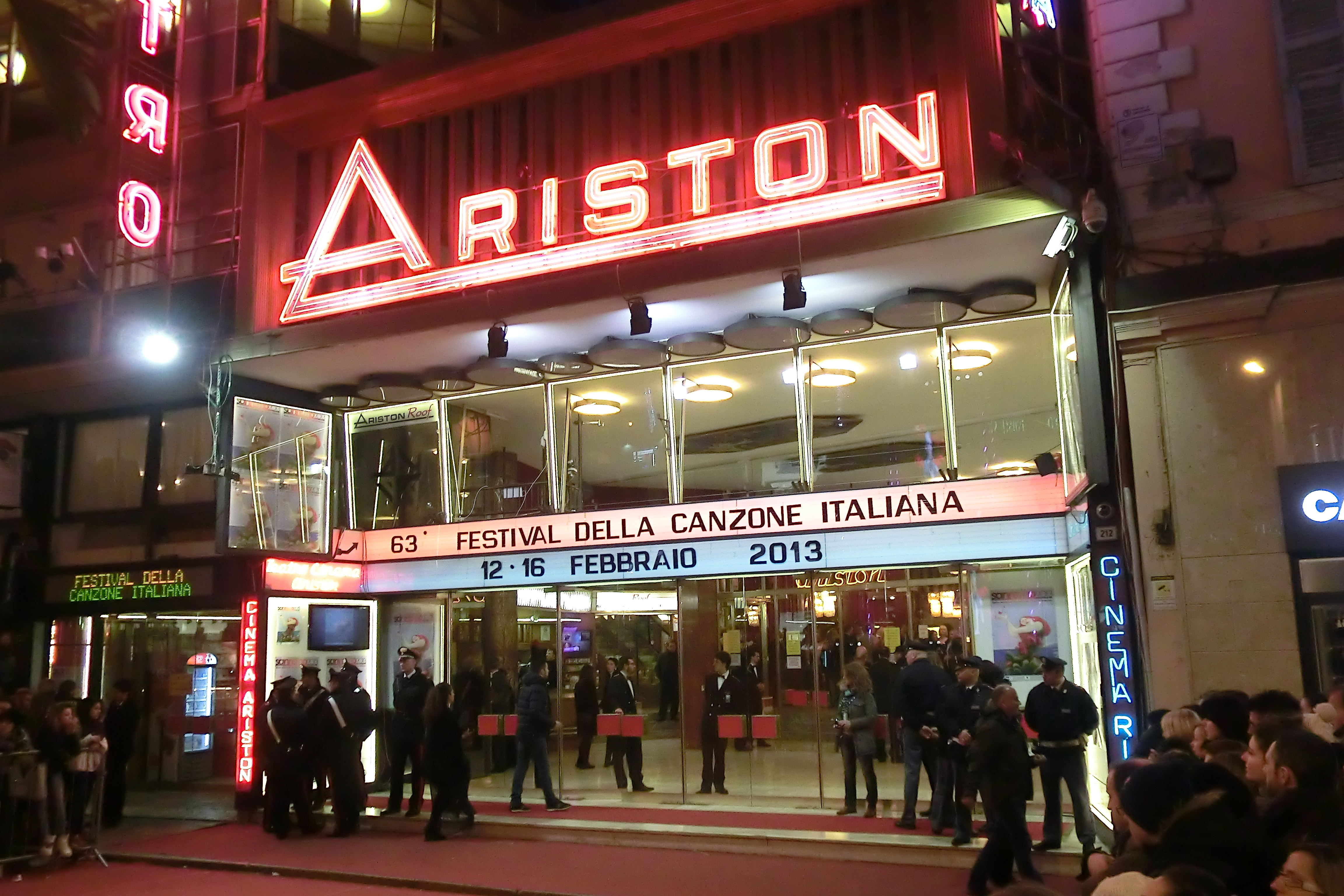
Das Ariston-Theater, Veranstaltungsort des Sanremo-Festivals

Bestärkt durch den großen Erfolg des Festivals 1981, behielt der Organisator Gianni Ravera 1982 die Regeln des Vorjahres bei und stockte die Teilnehmerzahl auf 30 auf. Die Teilnehmer waren in zwei Gruppen aufgeteilt, 22 Beiträge erreichten das Finale, gesungen wurde in Halbplayback. Claudio Cecchetto übernahm zum dritten Mal in Folge die Moderation, diesmal mit der Fernseh-Newcomerin Patrizia Rossetti an seiner Seite. Der Titelsong der Ausgabe, Che fico!, stammte von Pippo Franco.
Mit großer Spannung erwartet wurden die Beiträge des Ex-Pooh-Mitglieds Riccardo Fogli, der nach einem Hitparadenerfolg im Jahr zuvor nun als haushoher Favorit galt, und des „kleinen Königs“ und viermaligen Sanremo-Siegers Claudio Villa, der für ein 13. Mal zum Festival zurückkehrte. Weitere große Namen unter den Teilnehmern waren Anna Oxa, Al Bano & Romina Power, Drupi, Bobby Solo oder Jimmy Fontana. Unter den Debütanten sorgte Mia Martini für Aufsehen. Erstmals dabei waren auch Viola Valentino (zu der Zeit die Frau Riccardo Foglis), Giuseppe Cionfoli, Lene Lovich, Fiordaliso und Zucchero (aus dem Festival von Castrocaro), Vasco Rossi sowie die Band Le Orme. Wie im Vorjahr waren auch die Gäste hochkarätig: Diego Abatantuono präsentierte ein Medley aktueller Hitparadenerfolge, Claudia Mori trat mit ihrem Hit Non succederà più auf, und als internationalen Gäste waren Van Halen, Village People und Hall & Oates vertreten.
Als Claudio Villa mit seinem Lied Facciamo l’amore nach dem ersten Abend ausschied, warf er sogleich Ravera vor, die Abstimmungen nach eigenem Gusto manipuliert zu haben, und wandte sich an den Bezirksrichter von Sanremo, um die Herausgabe der Jury-Abstimmungen zu erwirken – nach Villas Ansicht gab es nämlich eigentlich gar keine Jurys. Da dadurch das gesamte Festival Gefahr lief, abgebrochen werden zu müssen, handelten Villa und Ravera schließlich den Kompromiss aus, dass ein ausgeschiedenes Lied wieder ins Rennen zurückkehren dürfe. Das Los bestimmte Una rosa blu von Michele Zarrillo, dieser verzichtete jedoch auf eine Rückkehr. Die Vorkommnisse hatten trotz allem ein negatives Licht auf das Festival geworfen.
Im Finale gab es keine großen Überraschungen mehr: Foglis Storie di tutti i giorni gewann im Einklang mit den Prognosen vor Al Bano & Romina Powers Felicità und Drupis Soli. Erstmals wurde ein Kritikerpreis vergeben, der an Mia Martini mit E non finisce mica il cielo ging (1996, nach dem Tod der Sängerin, wurde der Preis nach ihr benannt).

## Teilnehmende Beiträge
| Platzierung | Interpret              | Lied                         | Autoren                                                           |
| ----------- | ---------------------- | ---------------------------- | ----------------------------------------------------------------- |
| 1           | Riccardo Fogli         | Storie di tutti i giorni     | Riccardo Fogli, Guido Morra, Maurizio Fabrizio                    |
| 2           | Al Bano & Romina Power | Felicità                     | Cristiano Minellono, Gino De Stefani, Dario Farina                |
| 3           | Drupi                  | Soli                         | Giampiero Anelli, Gianni Belleno, Vittorio De Scalzi              |
| 4           | Giuseppe Cionfoli      | Solo grazie                  | Giuseppe Cionfoli                                                 |
| 5           | Christian              | Un’altra vita un altro amore | Mario Balducci                                                    |
| 6           | Jimmy Fontana          | Beguine                      | Franco Migliacci, Enrico Sbriccoli, Lilli Greco, Luigi Pellegrino |
|             | Lene Lovich            | Blue Hotel                   | Goldsand                                                          |
|             | Elisabetta Viviani     | C’è                          | Mario Balducci                                                    |
|             | Mia Martini            | E non finisce mica il cielo  | Ivano Fossati                                                     |
|             | Anna Oxa               | Io no                        | Oscar Avogadro, Mario Lavezzi                                     |
|             | Stefano Sani           | Lisa                         | Joe Iozzo, Zucchero, Checco Marsella                              |
|             | Le Orme                | Marinai                      | Alberto Salerno, D’Amico, Toni Pagliuca, Aldo Tagliapietra        |
|             | Riccardo Del Turco     | Non voglio ali               | Riccardo Del Turco                                                |
|             | Plastic Bertrand       | Ping pong                    | Depsa, Pinuccio Pirazzoli, Franco Fasano                          |
|             | Milk and Coffee        | Quando incontri l’amore      | Silvio Subelli, Ignazio Polizzy, Claudio Natili, Giancarlo Nisi   |
|             | Viola Valentino        | Romantici                    | Guido Morra, Maurizio Fabrizio                                    |
|             | Mal                    | Sei la mia donna             | Cristiano Minellono, Dullio Sorrenti, Pino Santamaria             |
|             | Mario Castelnuovo      | Sette fili di canapa         | Mario Castelnuovo                                                 |
|             | Roberto Soffici        | Strano momento               | Roberto Soffici, Andrea Lo Vecchio                                |
|             | Bobby Solo             | Tu stai                      | Bobby Solo                                                        |
|             | Zucchero Fornaciari    | Una notte che vola via       | Zucchero, Carlo D’Apruzzo                                         |
|             | Vasco Rossi            | Vado al massimo              | Vasco Rossi                                                       |
|             | Orietta Berti          | America in                   | Daniele Pace, Mario Panzeri, Corrado Conti                        |
|             | Rino Martinez          | Biancaneve                   | Paolo Dossena, Rino Martinez                                      |
|             | Marina Lai             | Centomila amori miei         | Minimum, Adelio Cogliati, Bibap                                   |
|             | Julie                  | Cuore bandito                | Elio Palumbo, Sebastiano                                          |
|             | Claudio Villa          | Facciamo la pace             | Claudio Villa, Roberto Ferri                                      |
|             | Piero Cassano          | Non arrenderti mai           | Vito Pallavicini, Luigi Albertelli, Piero Cassano                 |
|             | Michele Zarrillo       | Una rosa blu                 | Paolo Cassella, Michele Zarrillo, Totò Savio                      |
|             | Fiordaliso             | Una sporca poesia            | Pinuccio Pirazzoli, Franco Fasano, Depsa                          |

## Erfolge
Neun der 22 Finalisten konnten nach dem Festival die Top 25 der Singlecharts erreichen, die beiden erstplatzierten Beiträge wurden Nummer-eins-Hits. Als noch erfolgreicher als die Festivalbeiträge erwies sich das von Claudia Mori als Gast präsentierte Lied Non succederà più.

| Jahr                                         | Titel Interpret                         | Höchstplatzierung, Gesamtwochen, AuszeichnungChartsChartplatzierungen (Jahr, Titel, Interpret, Platzierungen, Wochen, Auszeichnungen, Anmerkungen) | Anmerkungen |
| Jahr                                         | Titel Interpret                         | IT | Anmerkungen |
| -------------------------------------------- | --------------------------------------- | --- | ----------- |
| 1982                                         | Felicità Al Bano & Romina Power         | IT1 (19 Wo.)IT | Platz 2     |
| 1982                                         | Storie di tutti i giorni Riccardo Fogli | IT1 (16 Wo.)IT | Platz 1     |
| 1982                                         | Solo grazie Giuseppe Cionfoli           | IT5 (15 Wo.)IT | Platz 4     |
| 1982                                         | Ping pong Plastic Bertrand              | IT6 (17 Wo.)IT | Finalist    |
| 1982                                         | Lisa Stefano Sani                       | IT7 (16 Wo.)IT | Finalist    |
| 1982                                         | Soli Drupi                              | IT10 (10 Wo.)IT | Platz 3     |
| 1982                                         | Un’altra vita un altro amore Christian  | IT14 (10 Wo.)IT | Platz 5     |
| 1982                                         | Io no Anna Oxa                          | IT16 (5 Wo.)IT | Finalist    |
| 1982                                         | Vado al massimo Vasco Rossi             | IT21 (2 Wo.)IT | Finalist    |
| Weitere Charterfolge aus dem Festivalumfeld: |                                         | |             |
|                                              |                                         | |             |
| 1982                                         | Non succederà più Claudia Mori          | IT1 (20 Wo.)IT | Gastbeitrag |
| 1982                                         | Che fico! Pippo Franco                  | IT9 (11 Wo.)IT | Titelsong   |
| 1982                                         | Private Eyes Hall & Oates               | IT16 (4 Wo.)IT | Gastbeitrag |

## Belege
1. ↑  M&D-Chartarchiv. Musica e dischi, abgerufen am 7. Juli 2019 (italienisch, kostenpflichtiger Abonnement-Zugang).